# 小田急箱根控股
小田急箱根控股（通稱：小田急箱根控股）是日本大手私鐵小田急電鐵的全資附屬控股公司（間接控股），負責統籌管理小田急集團於箱根地區相關的業務及事務。該公司與其下轄企業合稱「小田急箱根集團」，總部設於神奈川縣小田原市。

## 簡介

### 小田急箱根控股時期
小田急箱根控股前稱「箱根登山鐵道」，由母公司小田急電鐵於2004年10月1日重組旗下箱根事業群將其改組為控股公司時易為現名。該公司於同日將原有業務分拆轉移至新成立的子公司「箱根登山鐵道」。小田急箱根控股同時也是箱根地區觀光網站「箱根導航」的營運單位。2024年1月24日，小田急箱根控股宣布於4月1日和箱根登山鐵道、箱根觀光船及箱根設施開發進行合併，並將社名改為「小田急箱根」。

### 箱根登山鐵道時期
箱根登山鐵道公司的歷史最早可追溯至1888年（明治21年）成立的「小田原馬車鐵道」，公司當時經營往返国府津—小田原—湯本間的馬車鐵道。小田原馬車鐵道於1896年易名為「小田原電氣鐵道」，並開始建造湯本茶屋發電所及電氣化工程，1900年全線完成電氣化。該社在1912年開始着手建設來往箱根的登山鐵道，鐵道線及鋼索線分別於1919年及1921年通車。及後至1928年1月，小田原電氣鐵道與日本電力合併成為「日本電力小田原營業所」，日本電力在同年8月將電力以外業務分拆成立全資附屬公司「箱根登山鐵道」，又於1942年將箱根登山鐵道持股全數轉讓於大東急集團（現東急）。戰後大東急因復舊困難、資金調度等問題將部份業務分割成為現今的京王、京急、小田急等公司，箱根登山鐵道因而改隸小田急。1949年11月，箱根登山鐵道於東京證券交易所上市。小田急集團在2002年10月對箱根地區事業進行重組，箱根登山鐵道巴士業務分拆成立箱根登山巴士。 2003年，小田急對箱根登山鐵道進行私有化，箱根登山鐵道以每0.569股換取1股小田急股份且撤銷上市。箱根登山鐵道公司於2004年10月1日改組為純控股公司，原有業務轉移至同名子公司。

## 關係企業
小田急箱根控股旗下共有九間全資子公司，經營箱根區內小田急系的各種（如運輸、餐飲、零售、住宿業等）商業設施。

### 共同企業形象識別系統

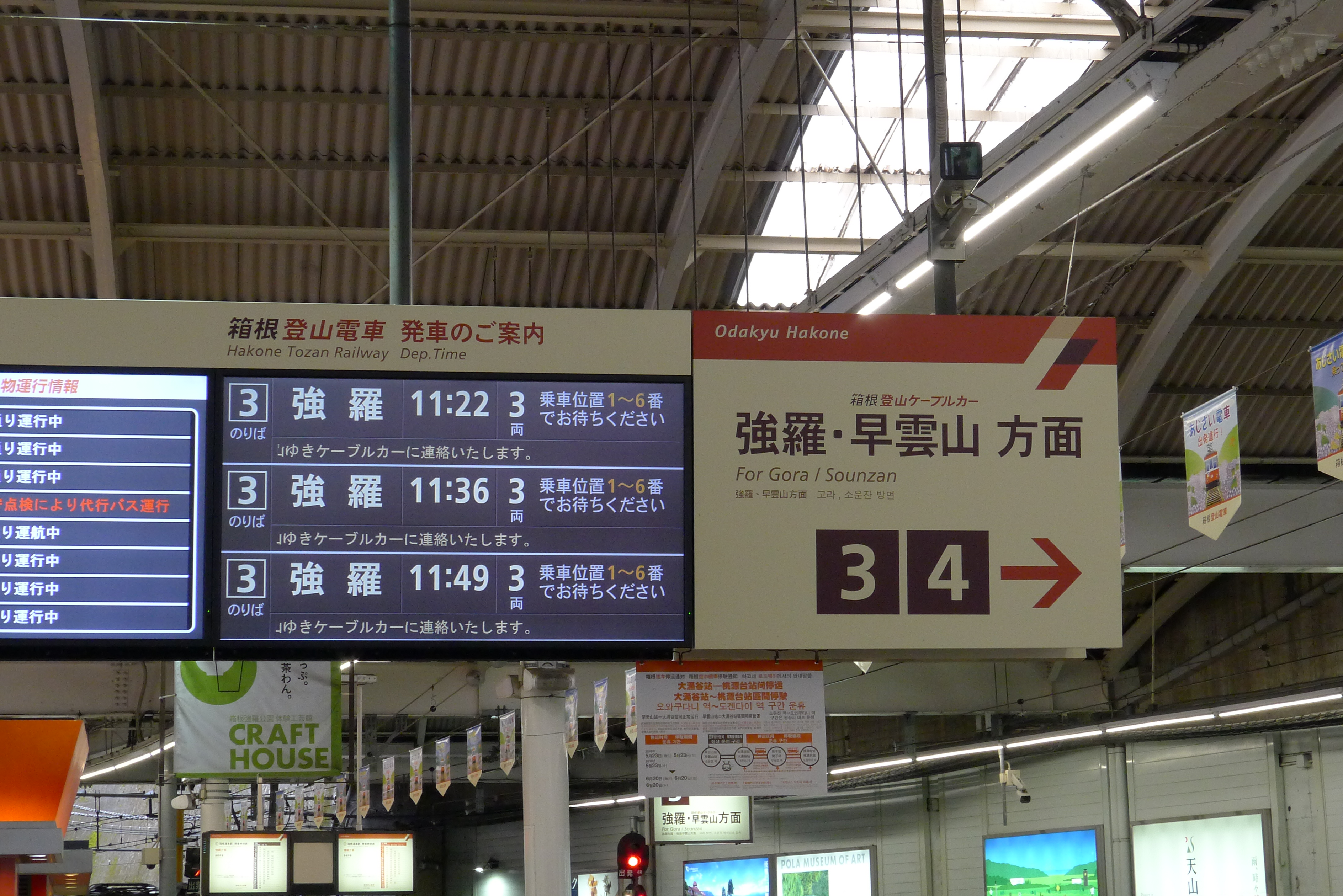
使用小田急箱根集團企業形象識別的指示牌（箱根登山鐵道箱根湯本站）

與關係企業小田急標準色的冷色系（藍）不同，小田急箱根採用暖色系（橙）作為標準色，並劃一以「Odakyu Hakone」（小田急箱根的英文）標識作為共同企業形象識別，常見於站牌、指示牌等標誌。

## 関連項目
- 箱根山戰爭
- 箱根登山鐵道
- 箱根温泉

## 外部連結
- 小田急箱根控股官方网站（日語）
- 箱根導航 （页面存档备份，存于）（日語）（中文）（英文）
- 箱根導航的Facebook專頁 （日語）